# Garhi Tamana
Garhi Tamana es una ciudad censal situada en el distrito de Mahamaya Nagar en el estado de Uttar Pradesh (India). Su población es de 6269 habitantes (2011). Se encuentra a 349 km de Lucknow, la capital del estado.

## Demografía
Según el censo de 2011 la población de Garhi Tamana era de 6269 habitantes, de los cuales 3357 eran hombres y 2912 eran mujeres. Garhi Tamana tiene una tasa media de alfabetización del 76,55%, superior a la media estatal del 67,68%: la alfabetización masculina es del 83,44%, y la alfabetización femenina del 68,61%.